# Même les pommes de terre ont des yeux !
 (mai 2025).
Si vous disposez d'ouvrages ou d'articles de référence ou si vous connaissez des sites web de qualité traitant du thème abordé ici, merci de compléter l'article en donnant les références utiles à sa vérifiabilité et en les liant à la section « Notes et références ».
 (mai 2025).
Même les pommes de terre ont des yeux ! est un jeu d'aventure textuelle édité par Froggy Software en 1985 pour Apple II. Le jeu se caractérise par un ton empreint d'humour (noir en particulier). Comme presque tous les jeux de Froggy, l'illustration de la jaquette est signée Jean Solé.

## Scénario
Le joueur doit renverser le dictateur d'un pays où, comme le suggère le titre, la surveillance est omniprésente. L'ambiance générale évoque les régimes autoritaires d'Amérique hispanique (ex. : noms et textes, Cucaracha).

« Caramba ! Un dictateur s'est emparé du pouvoir et a destitué le Président de la République. Depuis ce jour, rien ne va plus ! Le peuple se meurt d'inanition, les médias sont corrompus et l'ex-président reste introuvable... Le pays tout entier attend beaucoup de votre intervention : l'arrêt de cette gabegie, des pommes de terre plein les estomacs et l'organisation d'élections pour le rétablissement de la démocratie. Votre tâche est risquée : les espions du dictateur ont des yeux partout. Ils guettent votre moindre faux pas... »

— Thème présenté par le manuel du jeu

## Système de jeu
Le jeu se compose de 45 images fixes et d'un analyseur syntaxique doté d'un dictionnaire de plus de 350 mots. Le joueur écrit ses instructions dans une zone de saisie ; s'il écrit une insulte, une grosse brute apparaît à l'écran et lui ordonne de demander pardon à genoux (la partie ne reprend que si « pardon à genoux » est explicitement saisi).

## Développement
- Scénario : Clotilde Marion
- Programmation : Jean-Louis Le Breton, Fabrice Gille

Le jeu a été écrit en assembleur merlin.